# Blanquita Suárez (artista)

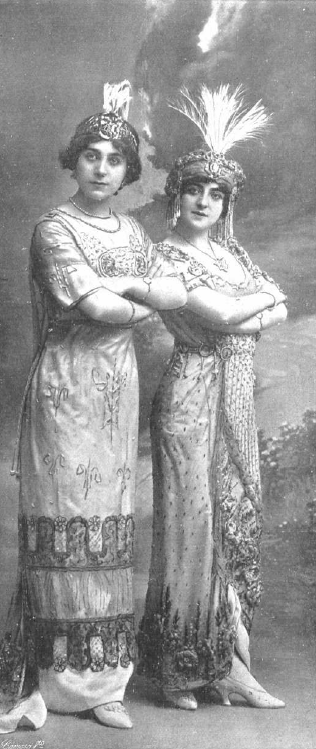
Blanquita (i) junto a su hermana Cándida en 1913

Blanquita Suárez Zarza (San Sebastián, 1894  - 1983) fue una actriz y cantante española. Fue la modelo de varios dibujos y pinturas al óleo Picasso.

## Actuaciones destacadas
- En el espectáculo El sobre verde con la canción Soy garçon, çon, çon… con el pelo cortao.
- En el espectáculo La Blanca con el número Moreno tiene que ser.
- En el espectáculo Suspiros de España con la canción Ojos verdes.

## Filmografía
- Aventura, de Jerónimo Mihura (1942)
- Rojo y negro, de Carlos Arévalo ( 1942)
- La Violetera, de Luis César Amadori (1958)
- La verdad (1917)
- La chica del gato (1943)
- Fútbol, amor y toros (1929)
- ¡Che, qué loco! (1953)
- El Bandido generoso (1954)
- Fray Escoba (1961)